# Judô nos Jogos Olímpicos de Verão de 2012 - Mais de 78 kg feminino
A categoria mais de 78 kg feminino do judô nos Jogos Olímpicos de Verão de 2012 foi disputada no dia 3 de agosto no ExCeL, em Londres.

## Formato da competição
A competição é em sistema de eliminatória simples que determina os finalistas que disputam a medalha de ouro. Os derrotados nas quartas de final competem em dois torneios de repescagem. Os vencedores deste torneio enfrentam os perdedores da semifinal na disputa por duas medalha de bronze. Em caso de empate, a luta tem uma prorrogação de três minutos, e vence aquele conseguir a primeira pontuação.

## Calendário
Horário local (UTC+1).
| Dia         | Horário          | Fase                             |
| ----------- | ---------------- | -------------------------------- |
| 3 de agosto | 9:30 14:00 16:10 | Qualificatórias Semifinais Final |

## Medalhistas
| Ouro   | CUB Idalys Ortiz               |
| Prata  | JPN Mika Sugimoto              |
| Bronze | GBR Karina Bryant CHN Tong Wen |

## Resultados

### Chave A
|  | Primeira rodada      | Primeira rodada      | Primeira rodada |  |  | Oitavas de final      | Oitavas de final      | Oitavas de final     |     |              | Quartas de final | Quartas de final | Quartas de final |
|  |                      |                      |                 |  |  |                       |                       |                      |     |              |                  |                  |                  |
|  | CHN Tong Wen         | CHN Tong Wen         | 100             |  |  |                       |                       |                      |     |              |                  |                  |                  |
|  | MEX Vanessa Zambotti | MEX Vanessa Zambotti | 000             |  |  | CHN Tong Wen          | CHN Tong Wen          | 101                  |     |              |                  |                  |                  |
|  |                      |                      |                 |  |  | POL Urszula Sadkowska | POL Urszula Sadkowska | 000                  |     |              |                  |                  |                  |
|  |                      |                      |                 |  |  |                       |                       |                      |     | CHN Tong Wen | CHN Tong Wen     | 100              |                  |
|  |                      |                      |                 |  |  |                       | UKR Iryna Kindzerska  | UKR Iryna Kindzerska | 000 |              |                  |                  |                  |
|  |                      |                      |                 |  |  | TUR Gülşah Kocatürk   | TUR Gülşah Kocatürk   | 0002                 |     |              |                  |                  |                  |
|  |                      |                      |                 |  |  | UKR Iryna Kindzerska  | UKR Iryna Kindzerska  | 103                  |     |              |                  |                  |                  |
|  |                      |                      |                 |  |  |                       |                       |                      |     |              |                  |                  |                  |
|  |                      |                      |                 |  |  |                       |                       |                      |     |              |                  |                  |                  |
|  |                      |                      |                 |  |  |                       |                       |                      |     |              |                  |                  |                  |

### Chave B
|  | Primeira rodada       | Primeira rodada       | Primeira rodada |  |  | Oitavas de final      | Oitavas de final      | Oitavas de final |      |                       | Quartas de final      | Quartas de final | Quartas de final |
|  |                       |                       |                 |  |  |                       |                       |                  |      |                       |                       |                  |                  |
|  |                       |                       |                 |  |  |                       |                       |                  |      |                       |                       |                  |                  |
|  |                       |                       |                 |  |  | RUS Elena Ivashchenko | RUS Elena Ivashchenko | 101              |      |                       |                       |                  |                  |
|  | KSA Wojdan Shaherkani | KSA Wojdan Shaherkani | 000             |  |  | PUR Melissa Mojica    | PUR Melissa Mojica    | 000              |      |                       |                       |                  |                  |
|  | PUR Melissa Mojica    | PUR Melissa Mojica    | 100             |  |  |                       |                       |                  |      | RUS Elena Ivashchenko | RUS Elena Ivashchenko | 0002             |                  |
|  |                       |                       |                 |  |  |                       | CUB Idalys Ortiz      | CUB Idalys Ortiz | 0011 |                       |                       |                  |                  |
|  |                       |                       |                 |  |  | CUB Idalys Ortiz      | CUB Idalys Ortiz      | 103              |      |                       |                       |                  |                  |
|  |                       |                       |                 |  |  | CPV Adysângela Moniz  | CPV Adysângela Moniz  | 0002             |      |                       |                       |                  |                  |
|  |                       |                       |                 |  |  |                       |                       |                  |      |                       |                       |                  |                  |
|  |                       |                       |                 |  |  |                       |                       |                  |      |                       |                       |                  |                  |
|  |                       |                       |                 |  |  |                       |                       |                  |      |                       |                       |                  |                  |

### Chave C
|  | Primeira rodada          | Primeira rodada          | Primeira rodada |  |  | Oitavas de final        | Oitavas de final        | Oitavas de final   |     |                   | Quartas de final  | Quartas de final | Quartas de final |
|  |                          |                          |                 |  |  |                         |                         |                    |     |                   |                   |                  |                  |
|  |                          |                          |                 |  |  |                         |                         |                    |     |                   |                   |                  |                  |
|  |                          |                          |                 |  |  | JPN Mika Sugimoto       | JPN Mika Sugimoto       | 100                |     |                   |                   |                  |                  |
|  |                          |                          |                 |  |  | VEN Giovanna Blanco     | VEN Giovanna Blanco     | 000                |     |                   |                   |                  |                  |
|  |                          |                          |                 |  |  |                         |                         |                    |     | JPN Mika Sugimoto | JPN Mika Sugimoto | 100              |                  |
|  | BRA Maria Altheman       | BRA Maria Altheman       | 0101            |  |  |                         | BRA Maria Altheman      | BRA Maria Altheman | 000 |                   |                   |                  |                  |
|  | FRA Anne-Sophie Mondière | FRA Anne-Sophie Mondière | 000             |  |  | BRA Maria Altheman      | BRA Maria Altheman      | 1001               |     |                   |                   |                  |                  |
|  |                          |                          |                 |  |  | TUN Nihel Cheikh Rouhou | TUN Nihel Cheikh Rouhou | 0001               |     |                   |                   |                  |                  |
|  |                          |                          |                 |  |  |                         |                         |                    |     |                   |                   |                  |                  |
|  |                          |                          |                 |  |  |                         |                         |                    |     |                   |                   |                  |                  |
|  |                          |                          |                 |  |  |                         |                         |                    |     |                   |                   |                  |                  |

### Chave D

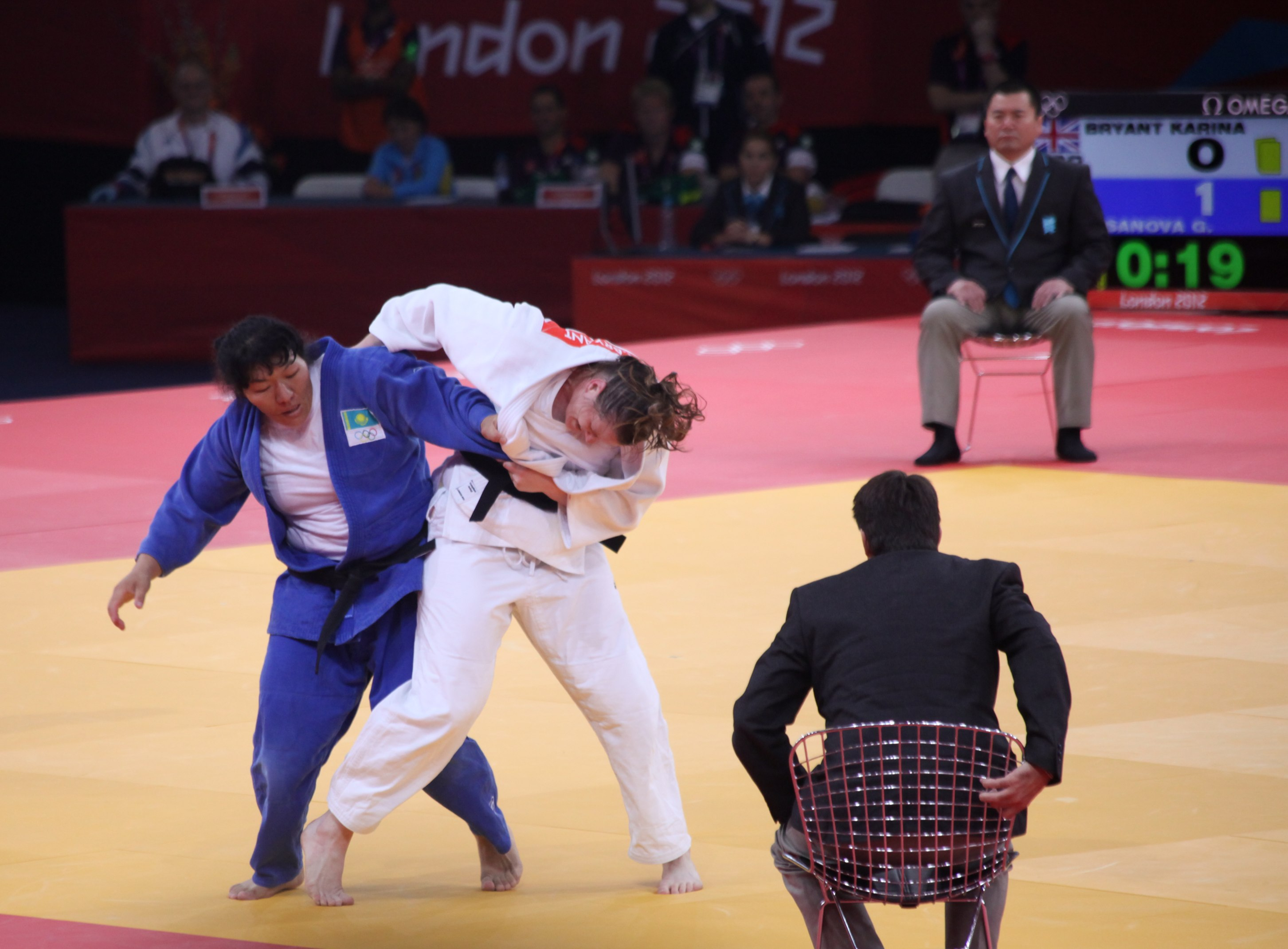
Confronto entre Issanova e Bryant durante as quartas de final.

|  | Primeira rodada   | Primeira rodada   | Primeira rodada |  |  | Oitavas de final     | Oitavas de final     | Oitavas de final     |      |                   | Quartas de final  | Quartas de final | Quartas de final |
|  |                   |                   |                 |  |  |                      |                      |                      |      |                   |                   |                  |                  |
|  |                   |                   |                 |  |  |                      |                      |                      |      |                   |                   |                  |                  |
|  |                   |                   |                 |  |  | SLO Lucija Polavder  | SLO Lucija Polavder  | 000                  |      |                   |                   |                  |                  |
|  | ALG Sonia Asselah | ALG Sonia Asselah | 0001            |  |  | GBR Karina Bryant    | GBR Karina Bryant    | 0011                 |      |                   |                   |                  |                  |
|  | GBR Karina Bryant | GBR Karina Bryant | 100             |  |  |                      |                      |                      |      | GBR Karina Bryant | GBR Karina Bryant | 0102             |                  |
|  |                   |                   |                 |  |  |                      | KAZ Gulzhan Issanova | KAZ Gulzhan Issanova | 0011 |                   |                   |                  |                  |
|  |                   |                   |                 |  |  | KOR Kim Na-young     | KOR Kim Na-young     | 0012                 |      |                   |                   |                  |                  |
|  |                   |                   |                 |  |  | KAZ Gulzhan Issanova | KAZ Gulzhan Issanova | 0012+                |      |                   |                   |                  |                  |
|  |                   |                   |                 |  |  |                      |                      |                      |      |                   |                   |                  |                  |
|  |                   |                   |                 |  |  |                      |                      |                      |      |                   |                   |                  |                  |
|  |                   |                   |                 |  |  |                      |                      |                      |      |                   |                   |                  |                  |

### Repescagem
|  | Primeira rodada       | Primeira rodada       | Primeira rodada |  |  | Disputa do bronze    | Disputa do bronze    | Disputa do bronze |
|  |                       |                       |                 |  |  |                      |                      |                   |
|  | UKR Iryna Kindzerska  | UKR Iryna Kindzerska  | 0010            |  |  |                      |                      |                   |
|  | RUS Elena Ivashchenko | RUS Elena Ivashchenko | 0002            |  |  | UKR Iryna Kindzerska | UKR Iryna Kindzerska | 011               |
|  |                       |                       |                 |  |  | GBR Karina Bryant    | GBR Karina Bryant    | 020               |
|  |                       |                       |                 |  |  |                      |                      |                   |
|  |                       |                       |                 |  |  |                      |                      |                   |
|  |                       |                       |                 |  |  |                      |                      |                   |
|  |                       |                       |                 |  |  |                      |                      |                   |

|  | Primeira rodada      | Primeira rodada      | Primeira rodada |  |  | Disputa do bronze  | Disputa do bronze  | Disputa do bronze |
|  |                      |                      |                 |  |  |                    |                    |                   |
|  | BRA Maria Altheman   | BRA Maria Altheman   | 0111            |  |  |                    |                    |                   |
|  | KAZ Gulzhan Issanova | KAZ Gulzhan Issanova | 0002            |  |  | BRA Maria Altheman | BRA Maria Altheman | 0001              |
|  |                      |                      |                 |  |  | CHN Tong Wen       | CHN Tong Wen       | 100               |
|  |                      |                      |                 |  |  |                    |                    |                   |
|  |                      |                      |                 |  |  |                    |                    |                   |
|  |                      |                      |                 |  |  |                    |                    |                   |
|  |                      |                      |                 |  |  |                    |                    |                   |

### Finais
|  | Semifinal         | Semifinal         |      |  | Final            | Final |  |
|  |                   |                   |      |  |                  |       |  |
|  |                   |                   |      |  |                  |       |  |
|  | CHN Tong Wen      | 0001              |      |  |                  |       |  |
|  | CUB Idalys Ortiz  | 0010              |      |  |                  |       |  |
|  |                   |                   |      |  |                  |       |  |
|  |                   |                   |      |  |                  |       |  |
|  |                   |                   |      |  | CUB Idalys Ortiz | 000   |  |
|  |                   | JPN Mika Sugimoto | 0001 |  |                  |       |  |
|  |                   |                   |      |  |                  |       |  |
|  |                   |                   |      |  |                  |       |  |
|  |                   |                   |      |  |                  |       |  |
|  |                   |                   |      |  |                  |       |  |
|  | JPN Mika Sugimoto | 0011              |      |  |                  |       |  |
|  | GBR Karina Bryant | 0002              |      |  |                  |       |  |